# Ipswich (Dakota du Sud)
Pour les articles homonymes, voir Ipswich (homonymie).
La ville d’Ipswich est le siège du comté d'Edmunds, dans le Dakota du Sud, aux États-Unis. Lors du recensement de 2010, sa population s’élevait à 954 habitants. La municipalité s'étend sur 1,34 milles carrés (3,47 km2).
Fondée en 1883, la ville est nommée par Charles H. Prior en référence à sa ville natale d'Ipswich en Angleterre.
L'Ipswich Masonic Temple est inscrit au Registre national des lieux historiques depuis le 30 juin 2020.

## Démographie
| 1890 | 1900 | 1910 | 1920 | 1930 | 1940  |
| ---- | ---- | ---- | ---- | ---- | ----- |
| 539  | 397  | 810  | 909  | 913  | 1 002 |

| 1950  | 1960  | 1970  | 1980  | 1990 | 2000 |
| ----- | ----- | ----- | ----- | ---- | ---- |
| 1 058 | 1 131 | 1 187 | 1 153 | 965  | 943  |

| 2010 | - | - | - | - | - |
| ---- | - | - | - | - | - |
| 954  | - | - | - | - | - |